# اسماعیل بورا
اسماعیل بورا (انگلیسی: Ismaël Boura؛ زادهٔ ۱۴ اوت ۲۰۰۰) بازیکن فوتبال اهل فرانسه است.